# Bernard Jan Alfrink

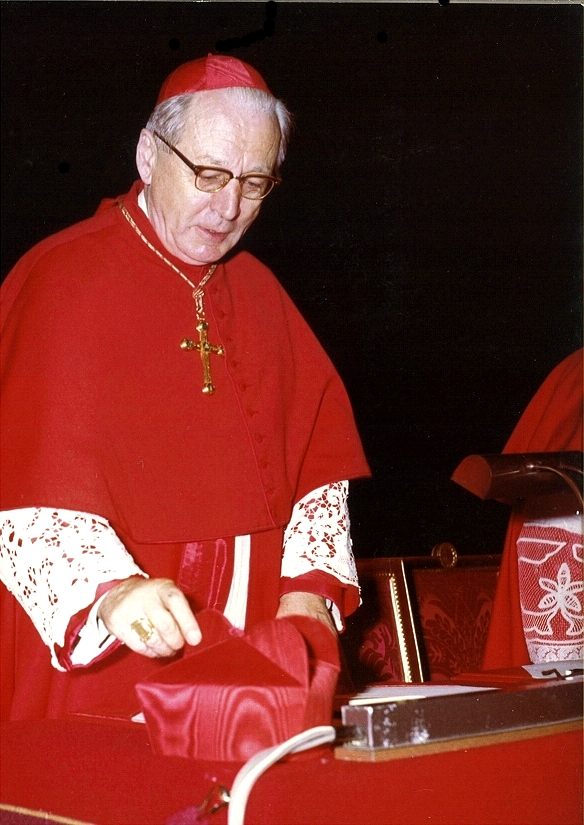
Bernard Kardinal Alfrink (Bild: Aartsbisschoppelijk Archief Utrecht)

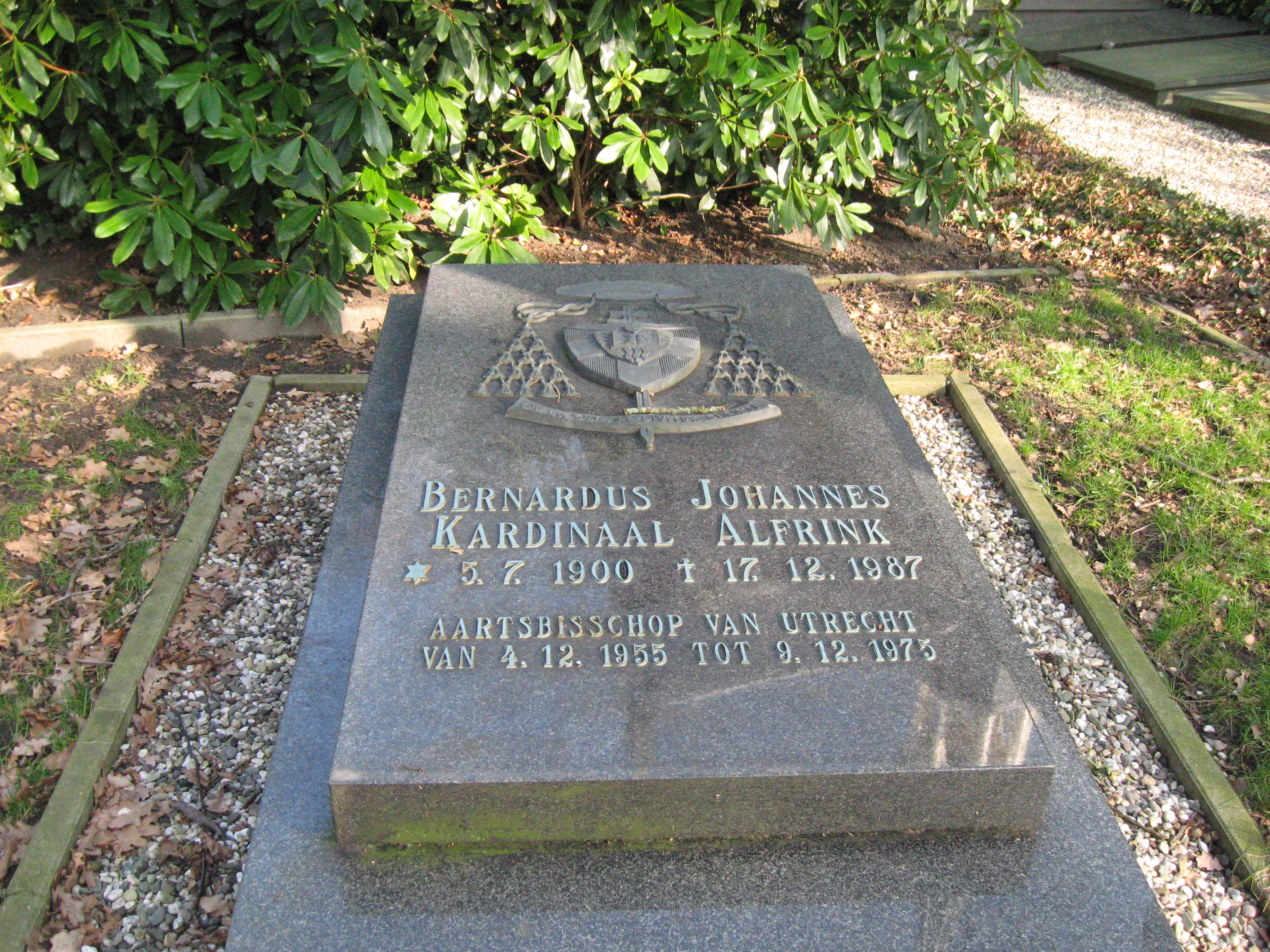
Kardinal Alfrinks Grab mit seinem Wappen darauf und sein Wahlspruch: Evangelizare divitias Christi

Wappen von Kardinal Alfrink

Bernard Jan Kardinal Alfrink (* 5. Juli 1900 in Nijkerk; † 17. Dezember 1987 in Nieuwegein bei Utrecht) war römisch-katholischer Erzbischof von Utrecht.

## Leben
Alfrink studierte am Päpstlichen Bibelinstitut in Rom und an der Bibelschule in Jerusalem. Er empfing am 15. August 1924 die Priesterweihe und war von 1929 bis 1933 als Seelsorger tätig. Von 1933 bis 1945 wirkte er als Professor für Bibelwissenschaft in Rijsenburg, 1945 bis 1951 für Altes Testament in Nijmegen.
Papst Pius XII. ernannte ihn am 28. Mai 1951 zum Titularerzbischof von Tyana und Koadjutorerzbischof der Erzdiözese Utrecht. Die Bischofsweihe empfing er am 17. Juli 1951 durch den Apostolischen Internuntius in den Niederlanden, Paolo Giobbe. Mitkonsekratoren waren Josephus Hubertus Gulielmus Lemmens, Bischof von Roermond, und Johannes Hendrik Olav Smit, Titularbischof von Paralus. Nach dem Tode des Erzbischofs von Utrecht, Johannes de Jong, wurde Alfrink am 31. Oktober 1955 dessen Nachfolger. Johannes XXIII. nahm ihn am 28. März 1960 als Kardinalpriester mit der Titelkirche San Gioacchino ai Prati di Castello in das Kardinalskollegium auf. Alfrink nahm von 1962 bis 1965 am Zweiten Vatikanischen Konzil teil, das er durch seinen Reformwillen prägte. Am 6. Dezember 1975 trat er als Erzbischof von Utrecht zurück. Er nahm 1963, im August 1978 und im Oktober desselben Jahres am Konklave teil. Obwohl bereits 85 Jahre alt, nahm er 1985 als Ehrengast an einer außerordentlichen Versammlung der Bischofssynode im Vatikan teil. Zwei Jahre später starb Kardinal Alfrink in Nieuwegein.

## Positionen und Haltungen
Kardinal Alfrink galt als liberal und fortschrittlich. Er sprach sich für eine Aufhebung des Zölibates und die Zulassung von Verhütungsmitteln aus. Außerdem wollte er einen „Holländischen Katechismus“ einführen, der mit vielen Traditionen brach. Auf Drängen Pauls VI. suchte er jedoch oft Kompromisse zwischen Konservativen und Liberalen.
Von 1952 bis 1974 war Alfrink Präsident der niederländischen Sektion von Pax Christi; von 1965 bis 1975 auch der gesamten Vereinigung. Er setzte sich auch für die Gründung des Interkirchlichen Friedensrats in den Niederlanden im Jahr 1966 ein.